# Xã Grant, Quận Indiana, Pennsylvania
Xã Grant (tiếng Anh: Grant Township) là một xã thuộc quận Indiana, tiểu bang Pennsylvania, Hoa Kỳ. Năm 2010, dân số của xã này là 741 người.